# Abolición del sistema han
La abolición del sistema han (廃藩置県, haihan-chiken) en el Imperio del Japón y su reemplazo por un sistema de prefecturas en 1871 fue la culminación de la restauración Meiji iniciada en 1868, comenzando el año del período Meiji (actualmente, hay 47 prefecturas de Hokkaido a Okinawa en Japón). Según la reforma, todos los daimyō (señores feudales) debían devolver su autoridad al emperador Meiji y su casa. El proceso se logró en varias etapas, dando como resultado un nuevo gobierno Meiji centralizado en Japón y el reemplazo del viejo sistema feudal por una nueva oligarquía.

## Guerra Boshin
Después de la derrota de las fuerzas leales al shogunato Tokugawa durante la guerra Boshin en 1868, el nuevo gobierno Meiji confiscó todas las tierras que antes estaban bajo el control directo del Shogunato (tenryō) y las tierras controladas por daimyō que permanecieron leales a la causa Tokugawa. Estas tierras representaban aproximadamente una cuarta parte de la superficie terrestre de Japón y se reorganizaron en prefecturas con gobernadores designados directamente por el gobierno central.

## Regreso de los dominios
La segunda fase en la abolición de los han llegó en 1869. El movimiento fue encabezado por Kido Takayoshi del dominio de Chōshū con el respaldo de los nobles de la corte Iwakura Tomomi y Sanjō Sanetomi. Kido persuadió a los señores de Chōshū y de Satsuma, los dos dominios principales en el derrocamiento de Tokugawa, a entregar voluntariamente sus dominios al Emperador. Entre el 25 de julio de 1869 y el 2 de agosto de 1869, temiendo que su lealtad fuera cuestionada, los daimyō de otros 260 dominios hicieron lo mismo. Solo 14 dominios no cumplieron inicialmente voluntariamente con la devolución de los dominios (版籍奉還, hanseki hōkan), y luego fueron ordenados por la Corte, bajo amenaza de acción militar.
A cambio de entregar su autoridad hereditaria al gobierno central, los daimyō fueron nombrados de nuevo como gobernadores no hereditarios de sus antiguos dominios (que fueron renombrados como prefecturas), y se les permitió quedarse con el diez por ciento de los ingresos fiscales, en función de producción de arroz (que era mayor que la producción nominal de arroz en la que se basaban sus obligaciones feudales bajo el Shogunato).
Como gobernadores, los antiguos daimyō podían nombrar subordinados, pero solo si los subordinados cumplían con los niveles de calificación establecidos por el gobierno central. Además, el gobierno central pagó los estipendios hereditarios a sus retenedores de samuráis desde la oficina de la prefectura, y no directamente por el gobernador, una medida calculada para debilitar aún más los lazos feudales tradicionales.
El término daimyō también fue abolido en julio de 1869, con la formación del sistema de nobleza kazoku.

## Consolidación
Aunque los antiguos daimyō se habían convertido en empleados del gobierno, aún conservaban cierta independencia militar y fiscal, y disfrutaban de la veneración habitual de sus antiguos súbditos. Esto fue considerado una amenaza creciente para la autoridad central por Ōkubo Toshimichi y otros miembros de la nueva oligarquía Meiji, especialmente con la gran cantidad de revueltas ex-samuráis que ocurren en todo el país. En agosto de 1871, Okubo, asistido por Saigō Takamori, Kido Takayoshi, Iwakura Tomomi y Yamagata Aritomo, forzó a través de un Edicto Imperial que reorganizó los 261 dominios ex feudales sobrevivientes en tres prefecturas urbanas (fu) y 302 prefecturas (ken). El número se redujo a través de la consolidación al año siguiente a tres prefecturas urbanas y 72 prefecturas, y a las tres prefecturas urbanas actuales y 44 prefecturas en 1888.
El gobierno central logró esta reorganización prometiendo al ex-daimyō un estipendio generoso, absorbiendo las deudas del dominio y prometiendo convertir la moneda del dominio (hansatsu) a la nueva moneda nacional al valor nominal. La tesorería central demostró ser incapaz de apoyar esa generosidad, por lo que en 1874, el estipendio ex-daimyo se transformó en bonos del gobierno con un valor nominal equivalente a cinco años de estipendios, y pagando cinco por ciento de interés por año. Los samuráis que prestaban servicios a antiguos daimyo también recibieron bonos gubernamentales negociables de antiguo valor dependiente del salario. Los propietarios de los bonos recibieron intereses hasta que los bonos fueron reembolsados, lo que se decidió por lotería anual. En 30 años, todos los bonos para samuráis fueron reembolsados.
Makino Nobuaki, un miembro estudiantil de la Misión Iwakura, comentó en sus memorias: "Junto con la abolición del sistema han, el envío de la Misión Iwakura a América y Europa debe ser citado como los eventos más importantes que construyeron las bases de nuestro estado después de la restauración".